# 2009 en Éthiopie
Cet article présente les faits marquants de l'année 2009 en Éthiopie.

## Évènements
- Dimanche 25 janvier 2009 : l'armée éthiopienne a achevé son retrait total de la Somalie après deux années de présence aux côtés du gouvernement somalien pour lutter contre l'insurrection islamiste. L'armée éthiopienne était intervenue officiellement fin 2006 pour soutenir le gouvernement somalien, et a mis en déroute début 2007 les forces des tribunaux islamiques qui avaient contrôlé pendant quelques mois l'essentiel du centre et du sud de la Somalie. L'Éthiopie, en majorité orthodoxe, avait justifié cette intervention en arguant que les tribunaux islamiques menaçaient sa sécurité.

- Dimanche 1er février 2009 : ouverture à Addis-Abeba du sommet des chefs d'État et de gouvernement de l'Union africaine consacré au développement du continent malgré la crise économique mondiale et les conflits locaux.

- Mardi 17 février 2009 : selon le Bureau des Nations unies pour la coordination des affaires humanitaires (OCHA), un total de douze millions d'Éthiopiens, soit 15 % de la population du pays, ont besoin d'aide alimentaire en raison de la sécheresse. Le pays est victime de faibles précipitations qui affectent gravement les récoltes dans de nombreuses régions de l'est du pays, faisant ressurgir le spectre des terribles famines des années 1980 qui avaient fait des millions de morts en Éthiopie, notamment à cause des déplacements forcés organisés par le régime socialiste du colonel Mengistu Haile Mariam[1].

- Jeudi 26 mars 2009 : le président soudanais Omar el-Béchir est arrivé en Éthiopie pour son troisième voyage à l'étranger depuis le mandat d'arrêt international lancé contre lui le 4 mars dernier par la Cour pénale internationale (CPI).

- Mardi 23 juin 2009 : l'Organisation pour l'alimentation et l'agriculture de l'ONU (FAO) annonce la présence « d'essaims de criquets a été confirmée dans sept régions du pays, y compris dans des zones où il n'y a pas eu d'infestation enregistrées dans le passé » menaçant 7 régions d'Éthiopie de destruction des cultures. Les criquets viennent du Somaliland, région du nord de la Somalie, frontalière et « 1 390 hectares de terres dans les régions Somali, Oromo, de Dire Dawa et Harrar ont pu être pulvérisées grâce à des opérations aériennes en mai et juin »[2].

- Lundi 27 juillet 2009 : selon le Bureau de coordination des affaires humanitaires de l'ONU (OCHA), une mystérieuse maladie a tué 18 personnes et en a rendu malade environ 150 autres dans le centre de l'Éthiopie : « Bien que les signes et les symptômes de la maladie, comportant maux de tête, fièvre, raideur du cou, diarrhées et vomissements, évoquent la méningite, cette maladie n'a pas été confirmée ». D'autre part, l'éruption de la typhoïde a tué une personne et contaminé une centaine d'autres dans la région de Tigray et 11 personnes sont mortes dernièrement de diarrhées dans la capitale Addis-Abeba. L'Éthiopie est le second pays le plus peuplé d'Afrique avec une population d'environ 77 millions d'habitants est connaît dans certaines régions à de graves pénuries alimentaires touchant plus de six millions de personnes du fait de pluies trop faibles[3].

- Jeudi 17 septembre 2009 : le Front national de libération de l'Ogaden (ONLF, séparatiste) menace les compagnies pétrolières qui souhaitent travailler dans cette région de l'Éthiopie proche de la Somalie : « L'ONLF conseille fermement les compagnies multinationales que l'Ogaden est une zone de guerre et qu'elles ne doivent pas y conduire des affaires tant qu'il n'y a pas de solution politique au conflit […] L'armée de l'ONLF ne sera responsable d'aucun dommage collatéral qui découlerait d'affrontements avec l'armée éthiopienne ou l'appareil sécuritaire ».

- Vendredi 18 décembre 2009 : inauguration du musée de la culture Konso, financé aux 3/4 par la France et par le Musée des Arts Premiers du Quai Branly à Paris. Ce musée va contribuer en particulier à la préservation  des Waka, des stèles funéraires de bois sculpté, placées sur les tombes des chefs de clans Konso et très recherchées par les trafiquants d'art africain. La culture Konso, du nom d'une petite ethnie installée depuis 700 ans dans une région reculée du sud-ouest de l'Éthiopie, est connue pour ses murs de fortifications autour des villages, ses terrasses pour l'agriculture, et ses tukuls, maisons rondes au toit de chaume[4].